# Ermin Street
La Ermin Street o Ermin Way fu una strada romana dell'antica provincia della Britannia, che collegava Glevum (Gloucester) e Calleva Atrebatum (Silchester), passando per Corinium (Cirencester), Durocornovium (Wanborough nel Wiltshire) e Spinae (nei pressi di Newbury, nel Berkshire?).
Gran parte del suo percorso coincide oggi con le moderne strade A417, A419 e B4000.
In parte corrispondeva all'Iter XIII dell'Itinerario antonino, in cui però è omessa la stazione di Corinium.